# Tadjikistan
El Tadjikistan (en tadjik: Тоҷикистон, transcrit Tojikiston), oficialment República del Tadjikistan, és un estat de l'Àsia central. Limita al nord amb el Kirguizstan, a l'est amb la República Popular de la Xina, al sud amb l'Afganistan i a l'oest i el nord amb l'Uzbekistan. Té 143.100 km² i una població estimada de 9.537.645 persones.

## Etimologia
El terme "tajik" en última instància deriva del persa mitjà ’‘Tāzīk, la interpretació turca de l'etnònim àrab’‘Ṭayyi', que denota una gran tribu àrab qahtanita que va emigrar a la regió de Transoxiana d’Àsia central al segle vii. Tadjikistan va aparèixer com dea Tadjikistan o Tadzhikistan en anglès abans de 1991. Això es deu a una transliteració del rus: "Таджикистан" . En rus, no hi ha una sola lletra "j" per representar el fonema /d͡ʒ/ i, per tant, s'utilitza дж, o dzh. Tadzhikistan és l'ortografia alternativa més comuna i s'utilitza àmpliament a la literatura anglesa derivada de fonts russes. "Tadjikistan" és l'ortografia en francès i de vegades es pot trobar en textos en anglès. La manera d'escriure Tadjikistan en l'escriptura perso-àrab és: Plantilla:Nastaliq .
Tot i que l'estudi del país del Tadjikistan per part de la Biblioteca del Congrés dels Estats Units de 1997 va resultar difícil afirmar definitivament els orígens de la paraula "tajik" perquè el terme està embolicat en disputes polítiques del segle XX sobre si els pobles turcs o iranians eren els habitants originals de Àsia central, la majoria dels estudiosos van concloure que els tadjiks contemporanis són els descendents dels antics habitants iranians orientals d’Àsia central, en particular, els sogdians i els bactrians, i possiblement altres grups, amb una barreja de perses iranians occidentals i pobles no iranians. Segons Richard Nelson Frye, un destacat historiador de la història de l'Iran i l'Àsia central, l'emigració persa a l'Àsia central es pot considerar l'inici de la nació tadjik moderna i els perses ètnics, juntament amb alguns elements dels bactrians i sogdians iranians orientals, com els principals avantpassats dels moderns tadjiks. En obres posteriors, Frye amplia la complexitat dels orígens històrics dels tadjiks. En una publicació de 1996, Frye explica que "cal tenir en compte molts factors per explicar l'evolució dels pobles les restes dels quals són els Tadjiks a l'Àsia central" i que "els pobles de l'Àsia central, ja siguin iranians o turcs, tenen una sola cultura, una religió, un conjunt de valors i tradicions socials amb només la llengua que els separa".
Pel que fa als tadjiks, l’Encyclopædia Britannica diu:
| « | Els Tadjiks són els descendents directes dels pobles iranians, la presència contínua dels quals a l'Àsia central i al nord de l'Afganistan està testimoniada des de mitjans del primer mil·lenni aC. Els avantpassats dels tadjiks van constituir el nucli de l'antiga població de Khwārezm (Khorezm) i Bactria, que formaven part de Transoxània (Sogdiana). Amb el pas del temps, el dialecte iranià oriental que va ser utilitzat pels antics tadjiks finalment va donar pas al farsi, un dialecte occidental parlat a l'Iran i l'Afganistan. | » |

## Història
La terra que ara pertany al Tadjikistan ha pertangut a diversos imperis al llarg de la història. En els anys abans de Crist, va formar part de l'Imperi Bactrià. Els àrabs van dur amb ells l'islam en el segle vii. L'Imperi samànida va substituir els àrabs, però va ser alhora substituït pels invasors turcs. Els mongols varen prendre posteriorment el control de la regió, i el Tadjikistan es va convertir en part de l'Emirat de Bukharà.
En el segle xix, l'Imperi rus va encetar la seva expansió, i es va estendre cap a l'Àsia central. Durant el Gran joc, va passar a controlar el Tadjikistan. Després de la caiguda del tsar el 1917, les guerrilles tadjiks es varen enfrontar en una guerra contra els exèrcits bolxevics en un intent fallit de mantenir la seva independència. Els bolxevics varen romandre-hi després d'una guerra de quatre anys, en què mesquites i llogarrons varen ser cremats i la població fortament reprimida.
Com a part de la Unió Soviètica, el Tadjikistan va ser unit al que avui en dia és l'Uzbekistan com a República Socialista Soviètica Autònoma del Tadjikistan, però posteriorment es va separar, formant per si sol la República Socialista Soviètica del Tadjikistan.
És considerat membre de les Nacions Unides des del 2 de març del 1992 i forma part de la Comunitat d'Estats Independents.

## Política
Just després de la independència, el Tadjikistan es va veure immers en una ferotge guerra civil, on els dos bàndols principals eren ajudats per Rússia i l'Iran. 25.000 dels 400.000 habitants de classe mitjana i ètnia russa van haver de fugir al seu país d'origen. El 1997, la guerra ja s'havia acabat i va començar a prendre forma el govern central, que va convocar eleccions democràtiques el 1999.
Oficialment, el Tadjikistan és una república on el poble tria el president i el parlament. Les últimes eleccions van ser el 2005 i la majoria dels partits de l'oposició acusa el president Emomalí Rahmònov d'haver-les manipulat.
Actualment, el Tadjikistan és l'únic estat de l'Àsia central que té una forta oposició al mateix govern. Molt sovint l'oposició contribueix en les decisions de govern però, malgrat això, encara no s'ha assolit un bon grau d'estabilitat.

## Subdivisió administrativa
El Tadjikistan se subdivideix en 3 províncies (singular: viloiat, plural: viloiatho) i una província autònoma (viloiati mukhtor). A més; la capital, Duixanbe, té un estatus similar al d'una província.
| Províncies del Tadjikistan | 1. Província de Sughd 2. Regió sota subordinació republicana 3. Khatlon 4. Gorno-Badakhshan (província autònoma) |

## Geografia

Mapa del Tadjikistan

El Tadjikistan no té cap sortida al mar, i és l'estat més petit de l'Àsia central en extensió. El Tadjikistan té nombroses serres i serralades, incloent-hi la Tian Shan i el Pamir. Més del 50% del país es troba per sobre els 3.000 m sobre el nivell del mar, i és el pic Ismail Samani (7.495 m) el més alt del país. Els rius Amu Darya i Panj formen la frontera amb l'Afganistan.

## Economia
El Tadjikistan és l'estat més pobre de la CEI i un dels més pobres del món. Com que les inversions estrangeres depenen en gran manera de l'exportació del cotó i l'alumini, l'economia és altament vulnerable a crisis externes. A finals del 2000, l'assistència internacional va continuar sent una font essencial de suport per a programes de rehabilitació que desenvolupessin els excombatents de la guerra civil en l'economia civil, contribuint-hi a mantenir la pau. L'assistència internacional també va ser necessària per la caiguda de la producció alimentària a conseqüència del segon any consecutiu de sequera.

## Demografia

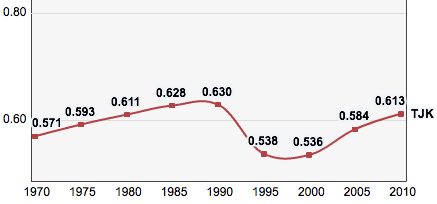
Tendències de l'índex de desenvolupament humà al Tadjikistan del 1970 al 2010.

El Tadjikistan té 9.537.645 habitants. El grup ètnic més nombrós és el tadjik, però hi ha una minoria considerable d'uzbeks i una petita població de russos. La població russa tendeix a caure per l'emigració. De la mateixa manera, la llengua oficial és el tadjik, mentre que el rus es parla en profusió en cercles empresarials i governamentals.
Tot i la seva pobresa, el Tadjikistan té una taxa alta d'alfabetització: al voltant del 98% de la població sap llegir i escriure. La major part de la població segueix l'islam sunnita, encara que també existeix una població xiïta considerable.

## Cultura
La cultura del Tadjikistan estava originàriament compartida amb la de l'Uzbekistan; però, durant l'era comunista, el teixit cultural de la regió va ser interromput pel lideratge soviètic, que va imposar fronteres artificials i la noció d'estat nació, que no existia fins a aquell moment. Això no ha estat completament negatiu, ja que al Tadjikistan se l'ha conegut per la seva passió pel teatre i els seus novel·listes famosos durant l'era soviètica. Entre aquests escriptors, hi va haver individus que van tractar de purificar l'idioma tadjik lligant-lo més amb el persa i eliminant les paraules provinents de l'àrab.

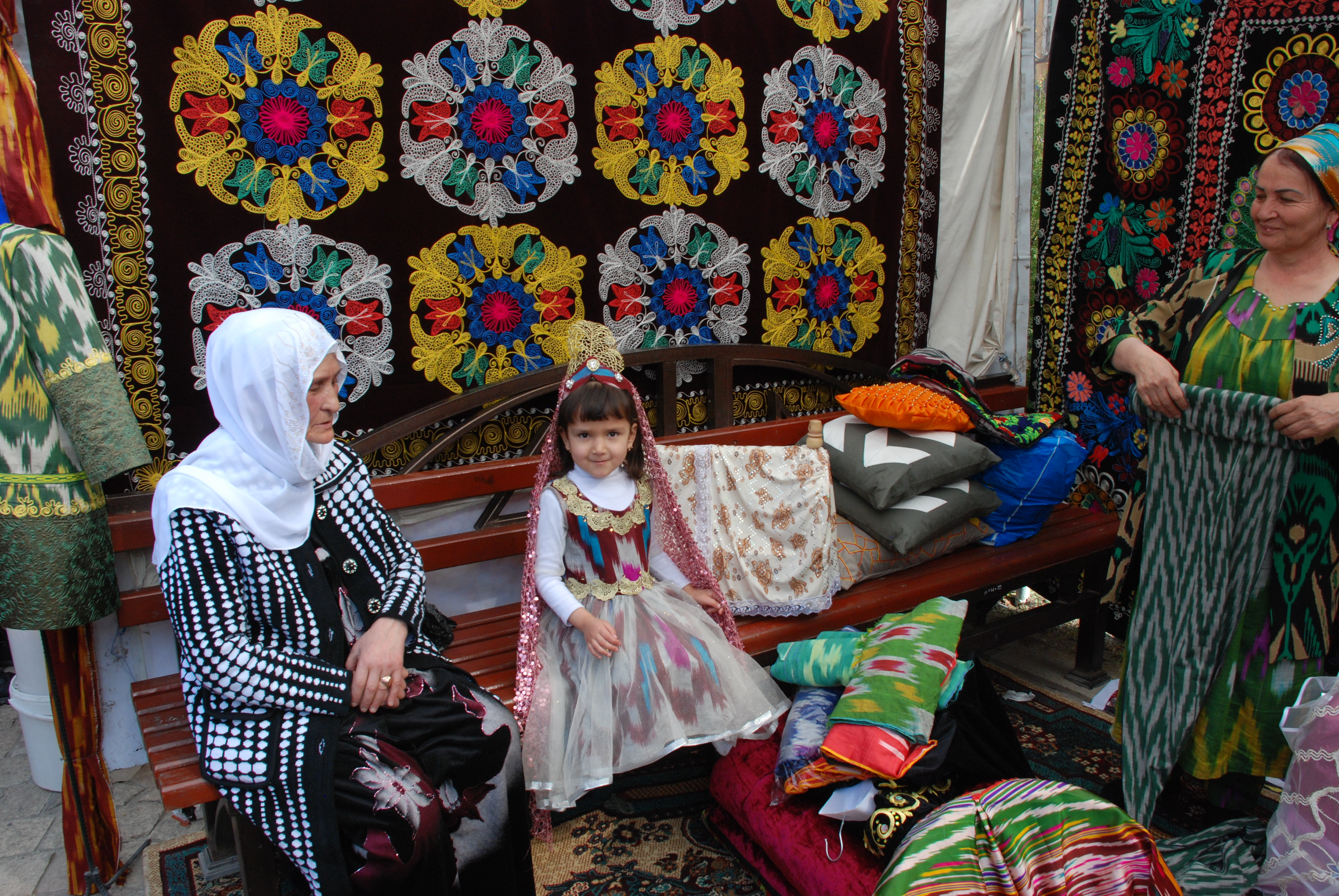
Celebració del nowruz al Tadjikistan.

La major part dels ciutadans del Tadjikistan són musulmans. L'impacte de l'islam ha crescut últimament, i va ser un fort lligam durant els anys de la guerra contra la Unió Soviètica i durant la seva guerra civil. Històricament, molta de la cultura tadjik està lligada a la de Pèrsia, ja que durant molts segles, aquest imperi va ocupar la regió donant vida a escriptors, científics i poetes perses com Ibn Sina, Firdawsí, Rudaki o Omar Khayyam.

### Llengües
Les dues llengües oficials del Tadjikistan són el tadjik com a llengua estatal i el rus com a llengua interètnica, tal com s'entén a l'article 2 de la Constitució: "La llengua estatal del Tadjikistan serà el tadjik. El rus serà la llengua de comunicació internacional".
La llengua estatal (nacional) de la República del Tadjikistan és el tadjik, que s'escriu amb l'alfabet ciríl·lic tadjik. Diversos lingüistes reconeixen el fet que la llengua tadjika és una variant de la llengua persa (o farsi). Per tant, els parlants de tadjik no tenen problemes per comunicar-se amb els parlants farsis de l'Iran i els parlants de darí de l'Afganistan. Diversos milions de parlants nadius del tadjik també viuen al veí Uzbekistan i a Rússia.
Segons l'article 2 de la Constitució de la República del Tadjikistan, el rus és reconegut com la segona llengua oficial del Tadjikistan; l'idioma oficial de la comunicació interètnica al país. El rus havia perdut anteriorment el seu estatus oficial després de la independència del Tadjikistan a finals de 1991, que després es va restaurar amb la Constitució.

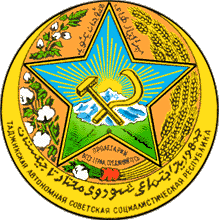
Escut d'armes de l'RSS Tadjik de 1929 amb llengua tadjica en escriptura perso-àrab: جمهوريت اجتماعی شوروى مختار تاجيكستان,

Aproximadament el 90% de la població del Tadjikistan parla rus a diferents nivells. Els estudiosos es refereixen a les varietats de rus parlat a Tadjikistan com a tadjik(istani) rus i comparteix algunes similituds amb el rus uzbek(istani). Anteriorment, des de la creació de l'RSS del Tadjikistan fins que el tadjik es va convertir en la llengua oficial d'aquella república soviètica el 22 de juliol de 1989, l'única llengua oficial de la república era la llengua russa, i la llengua tadjik només tenia l'estatus de " llengua nacional".
La part altament educada de la població del Tadjikistan, així com la intel·lectualitat, prefereixen parlar rus i persa, la pronunciació del qual a Tadjikistan s'anomena "estil iranià".
A part del rus, l'uzbek és la segona llengua més parlada al Tadjikistan després del tadjik. Els parlants nadius d'uzbek viuen al nord i l'oest de Tadjikistan. En quart lloc (després del tajik, el rus i l'uzbek) per nombre de parlants nadius hi ha diverses llengües del Pamir, els parlants nadius de les quals viuen a la regió autònoma de Kuhistani Badakhxan. La majoria dels zoroastrians del Tadjikistan parlen una de les llengües del Pamir. Els parlants nadius de la llengua kirguisa viuen al nord de la regió autònoma de Kuhistani Badakhxan. Els parlants de la llengua iagnobi viuen a l'oest del país. La llengua parya del poble romanó local (gitanos de l'Àsia central) també es parla àmpliament al Tadjikistan. El Tadjikistan també té petites comunitats de parlants nadius de persa, àrab, pasxtu, armeni, àzeri, tàtar, turcman, kazakh, xinès i ucraïnès.
Entre les llengües estrangeres, la més popular és l'anglès, que s'ensenya a les escoles del Tadjikistan com una de les llengües estrangeres. Alguns joves, així com els que treballen en el sector turístic de Tadjikistan, parlen anglès a diferents nivells. De les llengües europees, també hi ha una sèrie de parlants nadius d'alemany i francès. Molts ciutadans uzbeks aprenen també turc a més del rus.